# Muralla árabe de Valencia

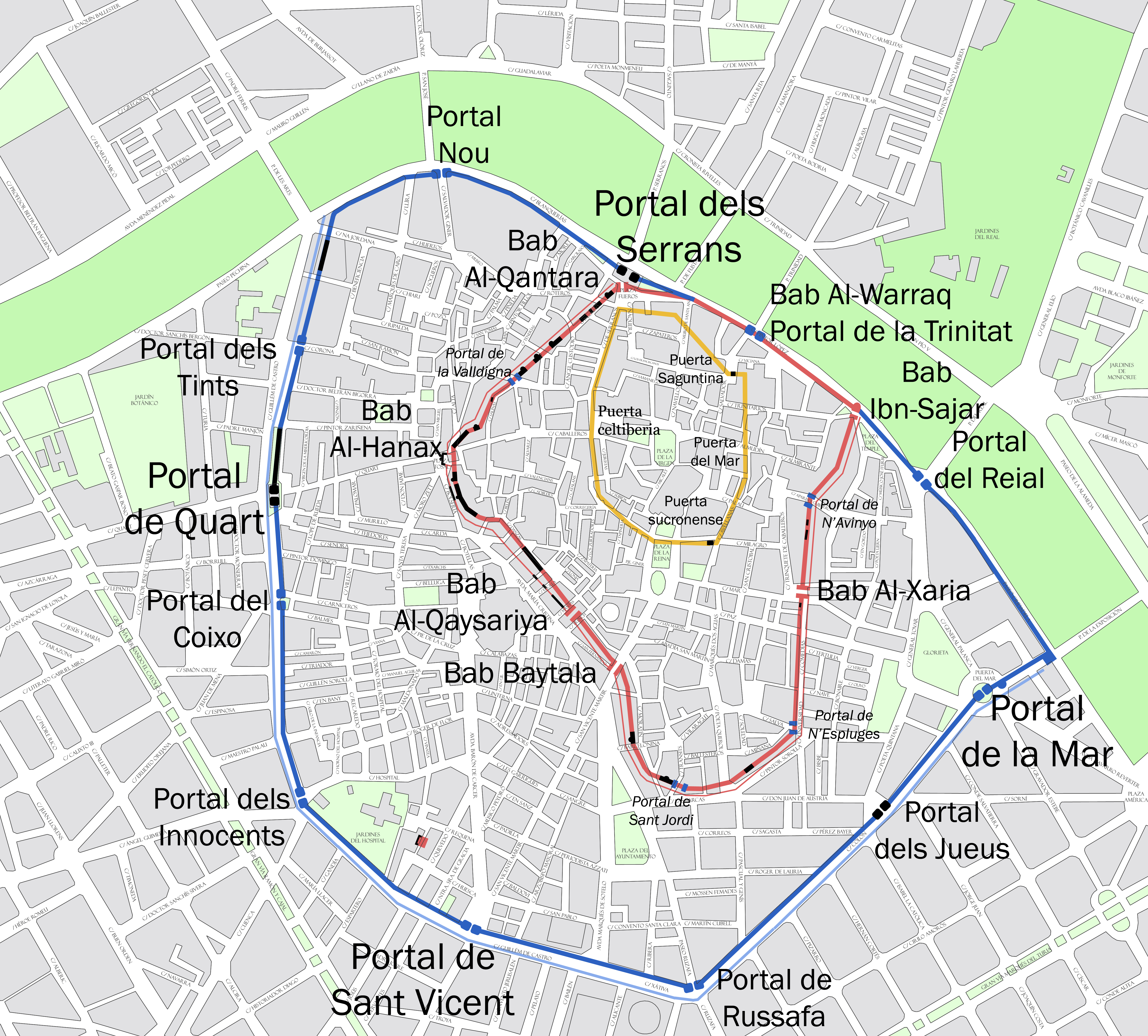
Trazado de la Muralla árabe, en rojo, con sus puertas sobre un callejero actual de Valencia.

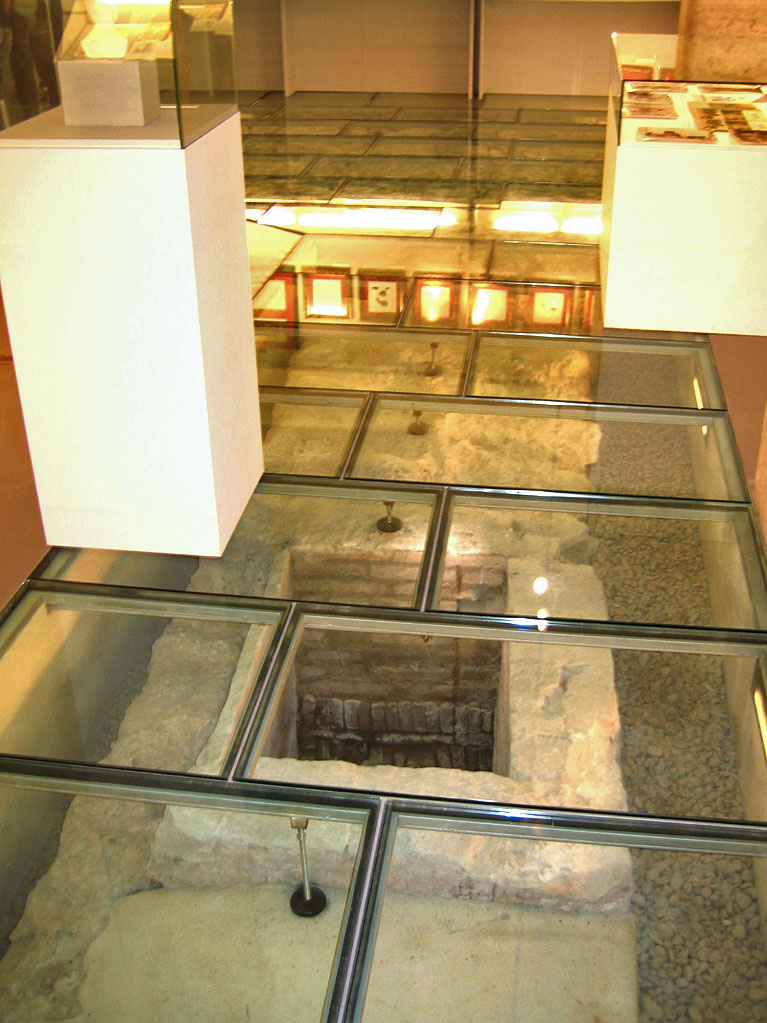
Restos de la muralla árabe de Valencia, donde se aprecia un aljibe.

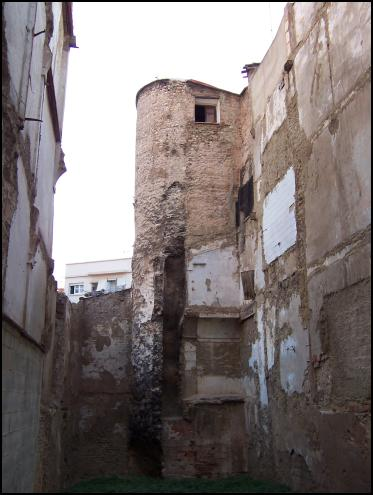
Torre del Ángel (plaza de los Navarros).

La Muralla árabe de Valencia es una muralla defensiva que empezó a construirse en el siglo XI alrededor de la Ciudad Vieja de Valencia, de la cual todavía se conservan restos menores.
Tras la caída del Califato de Córdoba, a comienzos del siglo XI, Valencia se convirtió en capital de la Taifa de Valencia, y, por lo tanto, experimentó un importante crecimiento urbanístico.

## Origen
Durante el reinado de Abd al-Aziz ibn Amir (1021–1061) se construyó una nueva muralla con el propósito de proteger a la población y a aquellos que llegaban de otros lugares de Al-Ándalus. Según la descripción que nos ha legado el geógrafo Al-Udri, la muralla era de gran perfección y tenía siete puertas. Estaba construida de cemento y tenía torres semicirculares de obra hasta la última altura, donde se abrían en una sala cercada. En la actualidad pueden verse todavía restos de algunas de estas torres, especialmente en el actual barrio del Carmen, en la Ciudad Vieja de Valencia.

## Puertas
Estas eran las siete puertas de la muralla árabe de Valencia, con el nombre árabe: 
Bab al-Qantara
Situada aproximadamente donde hoy en día se encuentran la Torres de Serranos. Era la entrada norte a la medina. Recibía este nombre porque había frente a ella un puente mandado construir por Abd al-Aziz ibn Amir que cruzaba el río Turia, el que los musulmanes llamaban "Wadi al-Abiad", de donde deriva "Guadalaviar". Este puente era el único de piedra de la ciudad.
En este mismo tramo de muralla que daba acceso a lo que después sería la plaza de los Fueros, se abrió un portal llamado Bab al-Falaqa o Portal de Roteros, que daba acceso a ese arrabal, en aquella época a extramuros de la ciudad.
Bab al-Hanax
Situada entre la actual calle de Salinas y la de Caballeros. Era la entrada oeste de la ciudad. 
Bab al-Qaysariya
Puerta menor que servía de acceso al zoco o mercado, situado en el entorno de la actual calle de les Mantes y del Trench. 
Bab Baytala
Entrada sur de la ciudad. Situada en el cruce de la actual calle de Cerrajeros y de San Vicente Mártir. Por ella salían las caravanas para Denia, Játiva y Alcira. 
Según Luis Lamarca, podría ser la Sucronense romana, conocida como Boatella.
Bab al-Xaria
Puerta este. Ubicada en la actual plaza de San Vicente Ferrer y conocida antes como de la Congregación, todavía hoy da nombre al barrio de la Xarea o Xerea. Se encontraba donde actualmente se encuentra la iglesia de Santo Tomás.
En época romana era la llamada puerta Pagador.
Bab Ibn-Sajar
Situada en la plaza contigua al actual Palacio Monasterio del Temple (orden que tras la conquista de Jaime I se encargó de defenderla). Según el cronista al-Udri estaba orientada hacia La Meca; esta puerta se correspondería con la antigua puerta Marina de época romana. Otros nombres que recibió fue Alī-Bufāt Muley, del Cid y del Temple. 
Según el Llibre dels feyts de Jaime I (escrito hacia 1282), es allí donde se pactó izar la "señal real" que sería la prueba de la rendición de la ciudad, esto sucedió el 28 de septiembre de 1238. Según la crónica, Jaime I, cuando vio la citada señal se emocionó y llorando, se postró de rodillas para rezar unas oraciones.
Bab al-Warraq
Abierta en la actual calle del Salvador que daría a un puente de madera que comunicaba con unos arrabales al otro lado del río y el monasterio de la Trinidad.
Otros nombres que recibiría serían Catalans, Fulla, o Levante y Sol en tiempo de los romanos.

## Evolución
Desde el siglo XII y siguientes, el área amurallada se extendió en dirección al sur y el este, y va a incorporar nuevos elementos defensivos, como las torres cuadradas construidas en tapial sobre base de cemento, o como la muralla exterior, construida entre la muralla y la trampilla. A la vez se reforzaron determinados puntos estratégicos para una mejor defensa. Tal es el caso del Tossal, donde se construyó una puerta apoyada para defender mejor el acceso. Durante las primeras décadas del siglo XIII, Valencia continuó fortificándose ante el avance de la conquista cristiana.

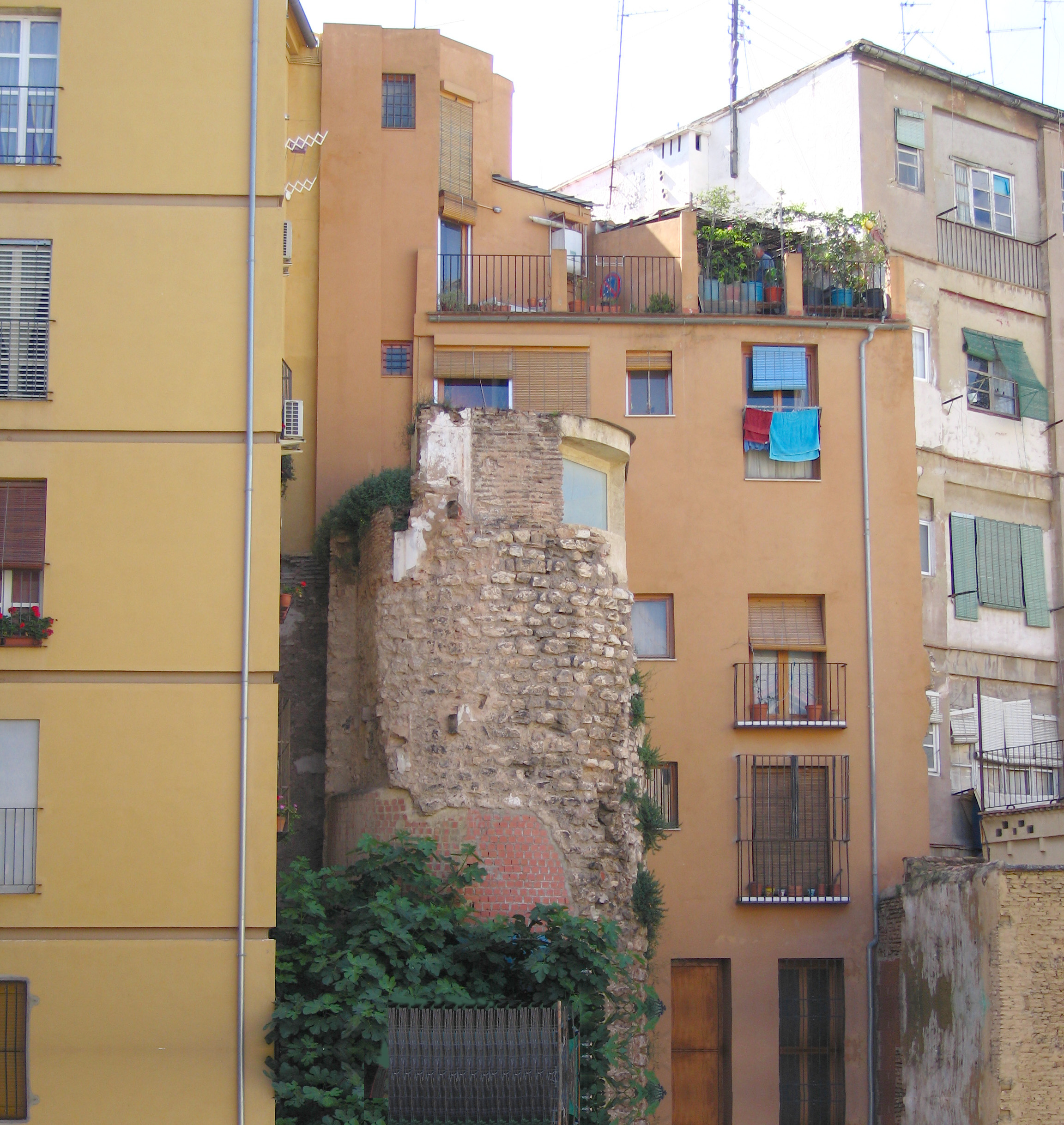
Torre de la muralla árabe del siglo XI rodeada de edificios (actual Barrio del Carmen).

Entre los diversos restos de la muralla árabe que se conservan, hace falta citar la sala de la Plaza del Tossal, un espacio museístico subterráneo donde se pueden observarse exposiciones, abundante documentación sobre la muralla y la Valencia islámica, un fragmento de foso correspondiente a la acequia de Rovella y, un ancho trozo de esta muralla. En el Barrio del Carmen también hay un par de torres, atrapadas en medio de las viviendas, una en la plaza del Ángel y la otra en la calle de la Mare Vella, ilustrada a la foto. También resta algún que otro lienzo de muralla, como por ejemplo en el antiguo pub "Bāb al-Hanax" entre la plaza de Sant Jaume y la calle de Cavallers y también en el "Forn Montaner", entre la calle de Roteros y Palomino o en el edificio el Siglo de la entidad ACPV.
La muralla árabe empezaba en la antigua puerta de Roteros, que se abría aproximadamente por la actual calle de les Roques, al oeste de las Torres de Serranos. Se dirigía en dirección al sur por calle de les Roques, Palomino, plaza del Ángel, plaza Navarros, plaza Beneyto i Coll, calle de En Borràs, Adoberies, calle de Baix, plaza de San Jaime y del Tossal, calle de la Bosseria, plaza del Mercado, María Cristina, Sant Ferran, Moratín, las Barcas, Pintor Sorolla, plaza de Alfonso el Magnánimo y de Tetuán y cuando llegaba a borde río giraba a la izquierda hasta encontrarse de nuevo con la puerta de Bab al-Qantara. 
En conjunto, la muralla árabe de Valencia englobaba el barrio de la Seu, la mitad oriental del Barrio del Carmen, la mitad occidental de la Xerea, y el norte del barrio del Mercado. 
Con la construcción de la nueva muralla cristiana, parte de la muralla fue aprovechada como pared medianera entre casas y en algunas ocasiones sirvió para separar la ciudad cristiana de la morería, que estaba tras el Portal de la Valldigna, en la zona de las calles de Baix, de Dalt y Sant Miquel.